# Las Barreras
Las Barreras ist eine Ortschaft im Departamento Santa Cruz im Tiefland des südamerikanischen Andenstaates Bolivien.

## Lage im Nahraum
Las Barreras ist der bevölkerungsreichste Ort des Kanton Azusaqui im Municipio Warnes in der Provinz Ignacio Warnes im westlichen Teil des Departamentos Santa Cruz. Die Ortschaft liegt auf einer Höhe von 326 m sieben Kilometer östlich des nach Norden fließenden Río Piraí, 18 km oberhalb der Mündung des Río Guendá. Die nächstgelegenen größeren Ortschaften sind Azusaqui, Juan Latino und Naranjal Don Bosco.

## Geographie
Las Barreras liegt im tropischen Feuchtklima vor dem Ostrand der Anden-Gebirgskette der Cordillera Oriental. Die Region war vor der Kolonisierung von Chiquitano-Trockenwäldern bedeckt, ist heute aber größtenteils Kulturland.
Die mittlere Durchschnittstemperatur der Region liegt bei knapp 24 °C (siehe Klimadiagramm Warnes), die Monatswerte schwanken zwischen 20 °C im Juni/Juli und 26 °C von November bis Februar. Der Jahresniederschlag beträgt etwa 1300 mm, die Monatsniederschläge sind ergiebig und liegen zwischen 35 mm im August und 200 mm im Januar.

## Verkehrsnetz
Las Barreras liegt in einer Entfernung von 38 Straßenkilometern nördlich der Departamento-Hauptstadt Santa Cruz und 15 Kilometer südlich der Stadt Montero.
An Las Barreras vorbei führt die 1.657 Kilometer lange Nationalstraße Ruta 4, die das Land in West-Ost-Richtung durchquert, von Tambo Quemado an der chilenischen Grenze bis Puerto Suárez im Dreiländereck Brasilien-Bolivien-Paraguay. Die Straße führt von Westen kommend über Cochabamba, Villa Tunari und Montero nach Warnes, und dann weiter über Santa Cruz und Roboré nach Puerto Suárez und über die Grenze in das brasilianische Corumbá.
Sieben Kilometer nördlich von Warnes zweigt eine unbefestigte Landstraße von der Ruta 4 in östlicher Richtung ab und erreicht nach einem Kilometer Las Barreras.

## Bevölkerung
Die Einwohnerzahl der Ortschaft ist in den vergangenen beiden Jahrzehnten auf fast das Vierfache angestiegen:
| Jahr | Einwohner | Quelle       |
| ---- | --------- | ------------ |
| 1992 | 762       | Volkszählung |
| 2001 | 1157      | Volkszählung |
| 2012 | 2891      | Volkszählung |
| 2024 |           | Volkszählung |

In der Region sind die Quechua die zahlenmäßig wichtigste indigene Volksgruppe, im Municipio Warnes sprechen 13,5 Prozent der Einwohner Quechua.